# Dirk Heißerer

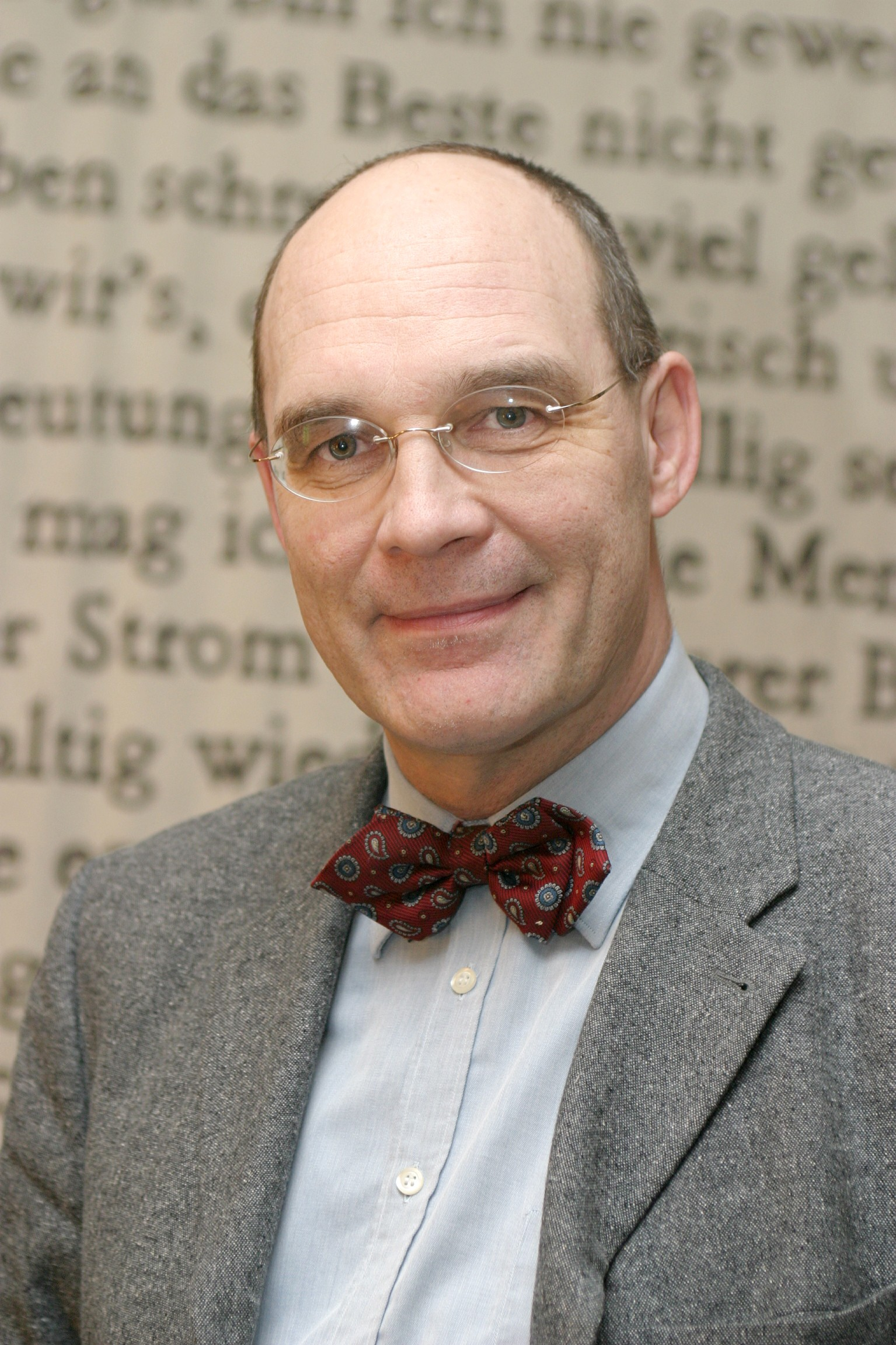
Dirk Heißerer

Dirk Heißerer (* 29. Juni 1957 in Koblenz) ist ein deutscher Literaturwissenschaftler und Autor.

## Leben
Dirk Heißerer wurde nach dem Studium der Germanistik, Philosophie, Kunstgeschichte und Völkerkunde in Bonn und München 1992 mit einer Arbeit über Carl Einstein promoviert. Er arbeitete mehrere Jahre als Studienreiseleiter in Italien und konzipierte dabei Reisen aus literarischer Sicht.
Seit 1988 veranstaltet er in eigener Regie literarische Spaziergänge und Exkursionen zwischen München und dem Gardasee.
Für sein Buch Wo die Geister wandern. Eine Topographie der Schwabinger Bohème um 1900 erhielt er 1993 den Schwabinger Kunstpreis; später den „Silbergriffel“ der „Gesellschaft zur Förderung des Schrifttums“ (1997) und den „Premio Amelia Molteni“ (2001) der Gemeinde Gardone Riviera für sein Buch Meeresbrausen, Sonnenglanz. Poeten am Gardasee.
Bei den Recherchen für sein Buch Wellen, Wind und Dorfbanditen. Literarische Erkundungen am Starnberger See (1995) gelang ihm die Entdeckung des „Villino“, des ehemaligen Sommerhauses Thomas Manns in Feldafing, wo zwischen 1919 und 1923 einige Partien des Zauberberg entstanden. Das Haus, bis 2012 auf dem Gelände des heutigen Ausbildungszentrums CIR gelegen und heute im Besitz des Benedictus-Krankenhauses Tutzing-Feldafing, ist seit 1999 literarische Gedenkstätte.
Der Lehrbeauftragte an der Ludwig-Maximilians-Universität (1992–2000, 2006) sowie an der Universität Leipzig (2007/08) ist auch als Herausgeber tätig (Erika Mann, Kadidja Wedekind, Franz Hessel, Rudolf Schlichter).
Seit 1999 ist er erster Vorsitzender des Thomas-Mann-Forums München e. V. und gibt seit 2003 die Thomas-Mann-Schriftenreihe (TMSR) heraus. Im Frühjahr 2005 erschien sein Buch Im Zaubergarten. Thomas Mann in Bayern. Eine Neuausgabe des Klassikers Wo die Geister wandern mit dem neuen Untertitel Literarische Spaziergänge durch Schwabing erschien 2008. Im Frühjahr 2009 kam seine Studie Die wiedergefundene Pracht. Franz von Lenbach, die Familie Pringsheim und Thomas Mann heraus. Zuletzt erschien 2013 Mein Nachrichtendienst, die Edition der Briefe Hedwig Pringsheims an Katia Mann aus den Jahren 1933 bis 1941 (Göttingen, Wallstein Verlag, zwei Bände).
Die Deutsche Thomas Mann-Gesellschaft verlieh Dirk Heißerer im Herbst 2009 die Thomas-Mann-Medaille.

## Auszeichnungen
- Schwabinger Kunstpreis 1993
- Silbergriffel 1997
- Premio Amelia Molteni 2001
- Bezirksmedaille des Bezirks Oberbayern für Kultur und Heimatpflege 2008
- Thomas-Mann-Medaille 2009

## Werke (Auswahl)
- Wo die Geister wandern. Eine Topographie der Schwabinger Bohème um 1900. Diederichs Verlag, München 1993. Neuausgabe im Verlag C.H. Beck 2008, ISBN 978-3-406-56835-0
- Wellen, Wind und Dorfbanditen. Literarische Erkundungen am Starnberger See. Diederichs Verlag, München 1995. Neuausgabe 2010, ISBN 978-3-424-35047-0
- Meeresbrausen – Sonnenglanz. Poeten am Gardasee. Diederichs Verlag, München 1999, ISBN 3-424-01476-1
- Thomas Manns „Villino“ in Feldafing am Starnberger See 1919–1923. P. Kirchheim, München 2001, ISBN 3-87410-089-8
- Im Zaubergarten. Thomas Mann in Bayern. C. H. Beck Verlag, München 2005, ISBN 3-406-52871-6
- Thomas Mann und die Engel von Dresden, Siegfried Genz Verlag, Berg am Starnberger See 2005, 176 S., ISBN 3-935736-12-6 (zusammen mit Karl Smikalla)
- Franz von Lenbach, die Familie Pringsheim und Thomas Mann. Wallstein Verlag, Göttingen 2009, ISBN 978-3-8353-0430-7